# Ligne ferroviaire Sichuan-Tibet
La ligne ferroviaire Sichuan–Tibet, ligne ferroviaire Sichuan–Xizang ou ligne ferroviaire Chuan-Zang (chinois simplifié : 川藏铁路 ; chinois traditionnel : 川藏鐵路 ; pinyin : Chuānzáng Tiělù) est une ligne chemin de fer chinoise d'altitude en cours de construction, qui reliera Chengdu, capitale du Sichuan à Lhassa, la capitale de la Région autonome du Tibet. La ligne aura une longueur de 1 629 km et devrait coûter 250 milliards de yuans (36.88 milliards USD),.

## Tracé

### Section de Chengdu à Ya'an
La section de Chengdu à Ya'an débute à la gare de Chengdu Ouest, où elle est connectée à ligne ferroviaire intercités Chengdu-Pujiang (en). La section de 94 km de long sera électrifiée, double, et prévue pour une vitesse de 200 km/h. Elle est entrée en service le 28 décembre 2018.

### Section deYa'anàKangding
Cette section de Ya'an à Kangding est en cours de construction en 2020. Cette section de 193 km de long sera électrifiée et prévue pour une vitesse de 160 km/h.

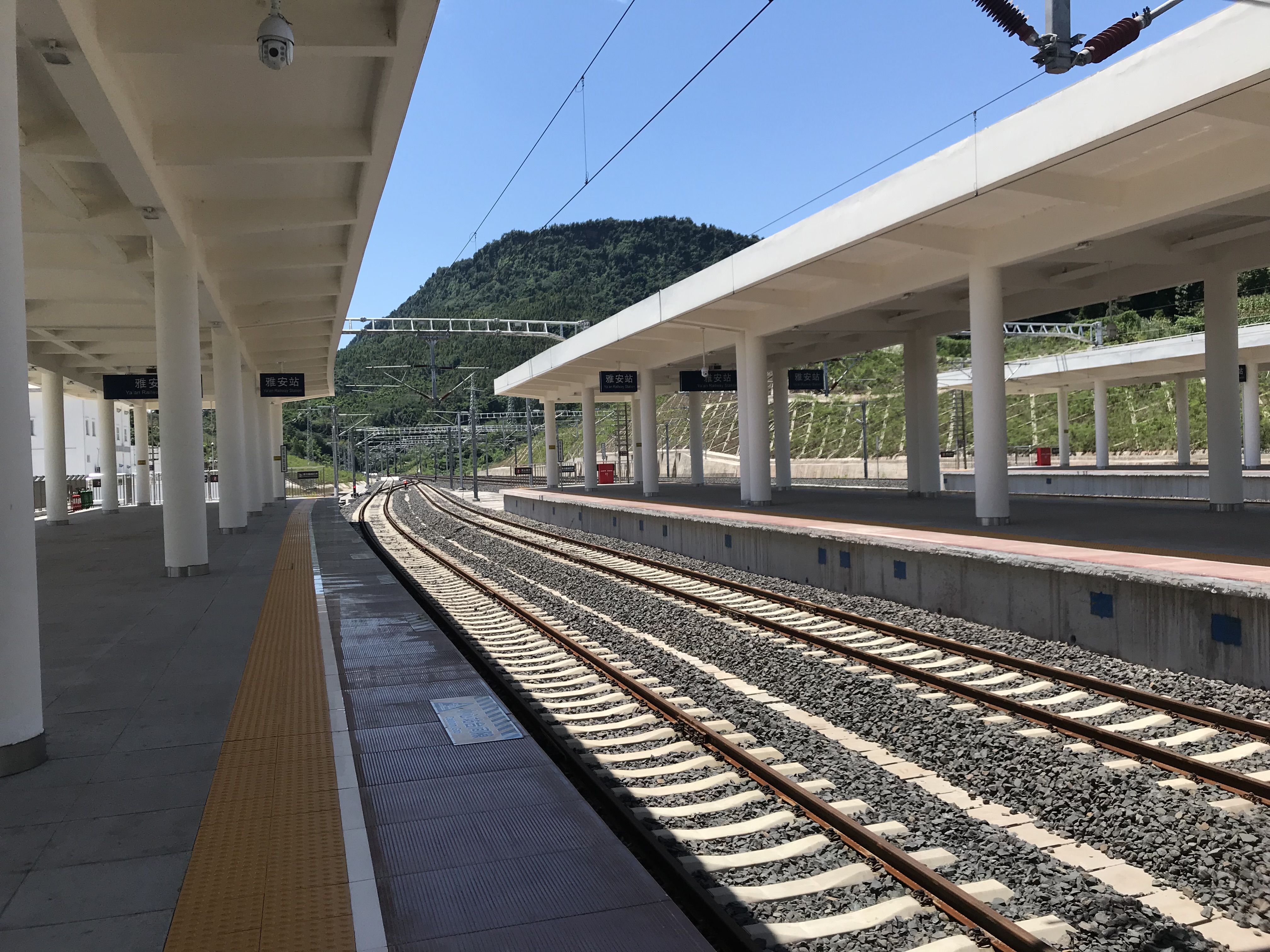
La prolongation depuis la gare de Ya'an

### Section de Kangding à Nyingchi
La section de Kangding à Nyingchi est en cours de construction depuis 2019. Cette section de 1 000 km de long sera électrifiée et prévue pour une vitesse de 160 km/h. Le tracé devrait être pratiquement parallèle à celui de la route nationale 318. Cette section comprend certains des plus importants obstacles, et il est prévu que la construction dure 7 ans.

### Section de Nyingchi à Lhassa
La section de Nyingchi à Lhassa est en cours de construction en 2020. Cette section de 434 km de long, composée à 75% de viaducs et de tunnels, est prévue pour une vitesse de 160 km/h. Elle comporte 47 tunnels, dont le percement s'est achevé en avril 2020, de même que la construction de 119 de ses 120 ponts. Elle devrait être inaugurée en 2021.